# Mali (prefectura de Guinea)
Mali es una prefectura de la región de Labé de Guinea, con una población censada en marzo de 2014 de 288 001 habitantes. Está formada por las siguientes subprefecturas, que igualmente se muestran con población censada en marzo de 2014:
- Balaki 11,561
- Donghol-Sigon 25,222
- Dougountouny 36,496
- Fougou 20,132
- Gayah 13,163
- Hidayatou 12,190
- Lébékére 11,675
- Madina-Wora 30,283
- Mali 39,808
- Salambandé 15,620
- Téliré 18,106
- Touba 18,735
- Yimbéring 35,010[1]